# 48 Доріда
48 Доріда — астероїд головного поясу, відкритий 19 вересня 1857 року.
Тіссеранів параметр щодо Юпітера — 3,206.